# Wasyl Sowa
Wasyl Ihorowycz Sowa (ukr. Василь Ігорович Сова; ur. 12 sierpnia 2001) – ukraiński zapaśnik walczący w stylu wolnym. 
Zajął jedenaste miejsce na mistrzostwach Europy w 2025. Dziewiąty w indywidualnym Pucharze Świata w 2020.  
Trzeci na MŚ U-23 w 2022. Drugi na ME U-23 w 2019 roku.